# 安加斯科查湖
12°38′59″S 75°25′38″W / 12.64972°S 75.42722°W
安加斯科查湖（Lake Angascocha），是秘魯的湖泊，位於該國中南部萬卡韋利卡大區，由萬卡韋利卡省的阿科班比亞區負責管轄，長1.8公里、寬0.9公里，面積1.27平方公里，海拔高度4,644米。